# Mercitalia Rail
Mercitalia Rail S.r.l. è un'azienda pubblica italiana, parte del gruppo Ferrovie dello Stato Italiane, che gestisce il servizio di trasporto merci (convenzionale e combinato) e di logistica sia in Italia che in Europa.
L'azienda Mercitalia Rail, al pari delle altre società operative della holding Ferrovie dello Stato Italiane, è qualificabile quale organismo di diritto pubblico.
È stata fondata nel gennaio 2017, quando la divisione Cargo di Trenitalia è stata scorporata dalla stessa.
Con 2000 treni/settimana l'azienda assicura collegamenti tra i principali porti, interporti, terminal, raccordi industriali, su tutto il territorio nazionale e sui corridoi internazionali, dove opera direttamente o in partnership con altri operatori.

## Flotta

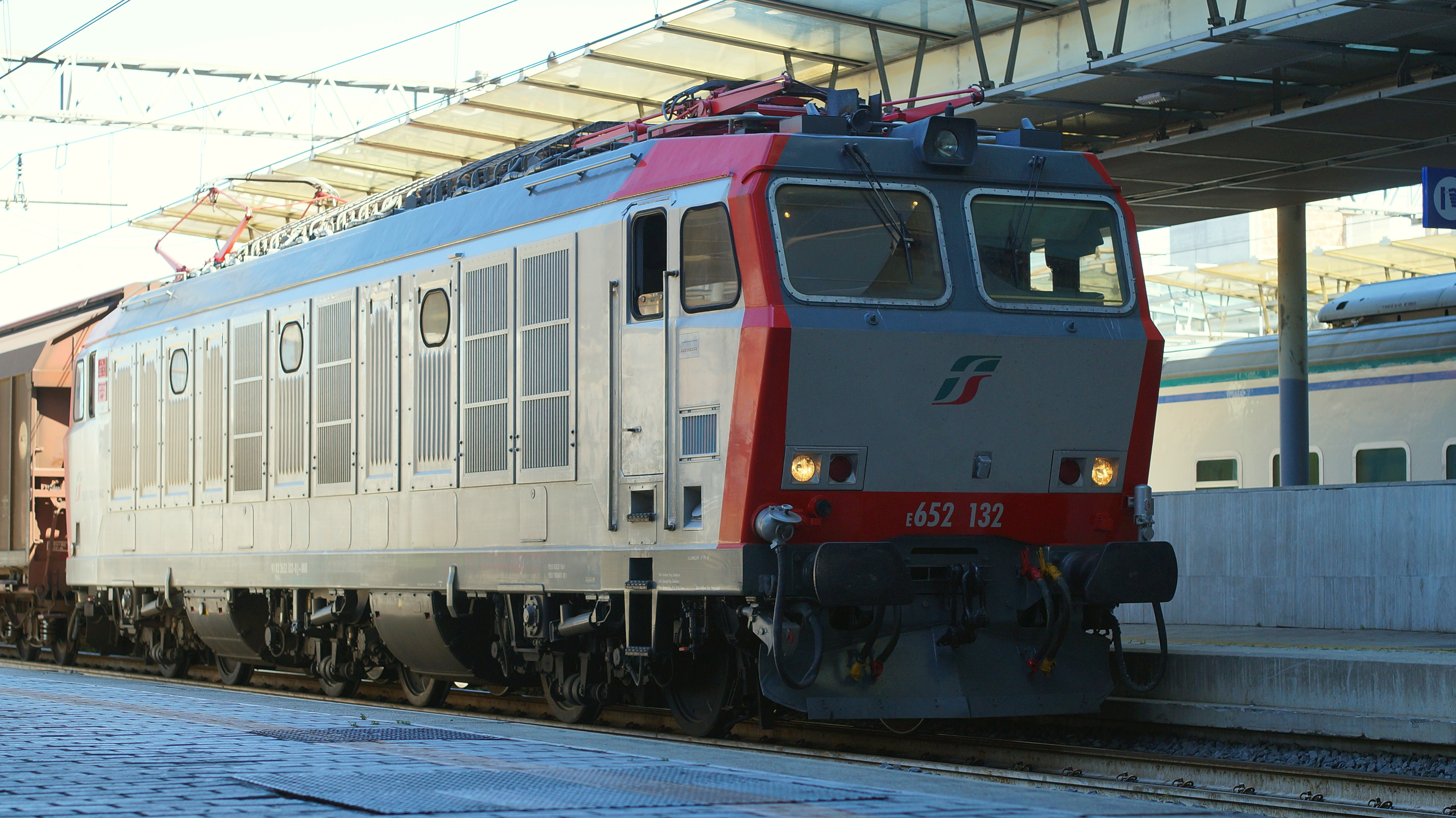
Locomotiva E.652 Mercitalia.

Mercitalia Rail dispone di una importante flotta di locomotive (circa 300 elettriche, 60 diesel e 180 da manovra) e di carri (13.000 carri, specializzati per tipologia di merce trasportabile). La Società è certificata Entity in Charge of Maintenance ai sensi della normativa europea e dispone di proprie officine per la manutenzione e la ristrutturazione dell’intero parco rotabile.
| Locomotiva | Tipologia  | Quantità   |
| ---------- | ---------- | ---------- |
| E.652      | Elettrica  | 171        |
| E.405      | Elettrica  | 38         |
| E.412      | Elettrica  | 19         |
| E.193      | Elettrica  | 10         |
| E.494      | Elettrica  | 58 + 10 LM |
| E.189      | Elettrica  | 3          |
| D.345      | Diesel     | 39         |
| D.445      | Diesel     | 19         |
| D.744      | Diesel     | 5          |
| 245        | Da manovra | 105        |
| 214        | Da manovra | 39         |
| D.145      | Da manovra | 41         |
| Totale     |            | 557        |

In passato, hanno fatto parte della flotta anche i seguenti gruppi. Talvolta queste locomotive sono ancora utilizzate per servizi sporadici ma formalmente risultano distolte dal servizio regolare:
- E.655 (fino al 2020)
- E.656 (fino al 2023)
- E.633 (fino al 2020)[11]
- E.483 (noleggiate tra il 2017 e il 2020)
- ETR 500 (1 unità per servizio Fast, fino al 2022)

## Mercitalia Fast

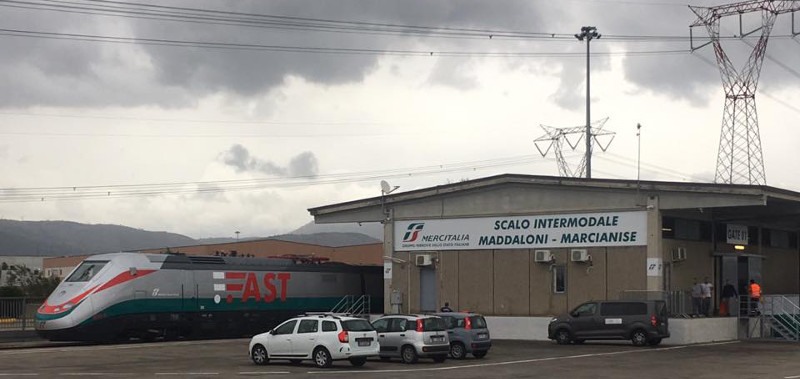
ETR 500 MIR in sosta allo scalo di Marcianise

Il 7 novembre 2018 è stato inaugurato il nuovo servizio Mercitalia Fast, primo servizio al mondo di trasporto ferroviario ad alta velocità dedicato alle merci.
Il servizio all freight gestito dal Polo Mercitalia (Gruppo FS Italiane) collegava, utilizzando la rete Alta Velocità/Alta Capacità italiana, ogni giorno (dal lunedì al venerdì), in 3 ore e 30 minuti, l’Interporto di Bologna, uno dei più importanti hub logistici del Nord Italia, con il Terminal Mercitalia di Maddaloni-Marcianise (Caserta), porta d’accesso logistica al Sud del Paese.
Il servizio Mercitalia Fast è stato pensato per soddisfare le esigenze di clienti quali corrieri espresso, operatori logistici, produttori, distributori e valorizzatori immobiliari.
La merce viaggiava a bordo di un ETR 500 (concesso da Trenitalia e modificato opportunamente per l'espletamento di tale servizio) con una capacità di carico equivalente a circa 120 tonnellate. Inoltre l’impiego di roll container permetteva di rendere efficienti le operazioni di carico e scarico.
A detta dell'azienda, il servizio Mercitalia Fast doveva alleggerire il traffico sulla principale arteria autostradale italiana, l'Autostrada A1, di circa 9.000 camion ogni anno, riducendo dell’80% le emissioni di anidride carbonica nell’atmosfera rispetto al trasporto stradale.
Nel novembre 2022, dopo aver effettuato servizio per quattro anni, il servizio Mercitalia Fast è stato sospeso. Il servizio ha infatti svolto il suo ultimo incarico tra la notte del 18 e 19 novembre.